# 25살의 키스
《25살의 키스》(영어: Never Been Kissed)는 미국에서 제작된 라자 고스넬 감독의 1999년 로맨틱 코미디 영화이다. 드루 배리모어, 데이비드 아켓, 마이클 바탄, 릴리 소비에스키, 몰리 섀넌, 존 C. 라일리 등이 출연하였고, 샌디 아이작 등이 제작에 참여하였다.

## 줄거리
시카고 선타임스 광고 담당인 25살 조시는 요즘 10대의 실상을 취재하기 위해 자신이 졸업했던 고등학교에 전학생으로 잠입한다.

## 출연
- 드루 배리모어 - 조시 겔러 역
- 데이비드 아켓 - 롭 겔러 역
- 마이클 바탄 - 샘 콜슨 역
- 릴리 소비에스키 - 앨디스 마틴 역
- 몰리 섀넌 - 어니타 올레프스키 역
- 존 C. 라일리 - 오거스터스 "거스" 스트라우스 역
- 제러미 조던 - 가이 퍼킨스 역
- 제시카 앨바 - 키어스틴 리오시스 역
- 조던 래드 - 기비 저레프스키 역
- 말리 셸턴 - 크리스틴 데이비스 역
- 게리 마셜 - 제임스 리그포트 역
- 제임스 프랭코 - 제이슨 웨이 역
- 코리 하드릭트 - 패커 역
- 머리사 재럿 위노커 - 실라 역
- 주세피 앤드루스 - 디노미네이터 역
- 옥타비아 스펜서 - 신시아 역
- 크레스 윌리엄스 - 조지 역
- 숀 훼일런 - 머킨 역
- 마사 해킷 - 녹스 부인 역
- 앨런 코버트 - 기명 논평 담당 로저 역

## 기타 제작진
- 공동 제작: 제프리 다우너
- 배역: 저스틴 배들리, 킴 데이비스
- 미술: 스티븐 J. 조던
- 의상: 모나 메이
- 음악 감독: 메리 레이머스, 미셸 쿠즈네츠키

## 사운드트랙
| 순서 | 노래 제목                                        | 음악가             | 재생 시간 |
| ---- | ------------------------------------------------ | ------------------ | --------- |
| 1.   | "Never You Mind"                                 | 세미소닉           | 4:09      |
| 2.   | "Standing By"                                    | 윌리스             | 2:55      |
| 3.   | "Lucky Denver Mint"                              | 지미 이트 월드     | 3:26      |
| 4.   | "Problem"                                        | 레미 제로          | 3:30      |
| 5.   | "Erase/Rewind"                                   | 더 카디건스        | 3:37      |
| 6.   | "Closer to Myself"                               | 켄들 페인          | 3:23      |
| 7.   | "At My Most Beautiful"                           | R.E.M.             | 3:35      |
| 8.   | "Catch a Falling Star"                           | 블록               | 3:34      |
| 9.   | "Candy in the Sun"                               | 스월 360           | 4:17      |
| 10.  | "Until You Loved Me"                             | 모피츠             | 3:27      |
| 11.  | "Cumbia de los Muertos"                          | 오소마틀리         | 3:34      |
| 12.  | "Watching the Wheels"                            | 존 레넌, 오노 요코 | 3:31      |
| 13.  | "Please, Please, Please, Let Me Get What I Want" | 더 스미스          | 1:53      |
| 14.  | "Innocent Journey"                               | 소니크롬           | 2:40      |
| 15.  | "Don't Worry Baby"                               | 더 비치 보이스     | 2:08      |
| 16.  | "A Girl Named Happiness (Never Been Kissed)"     | 제러미 조던        | 3:29      |

## 우리말 녹음
SBS 성우진 (2005년 2월 27일)
- 이선 - 조시 (드루 배리모어)
- 오인성 - 롭 (데이비드 아켓)
- 최원형 - 콜슨 (마이클 바탄)
- 강수진 - 가이 (제러미 조던)
- 정현경 - 어니타 (몰리 섀넌)
- 이철용 - 리그포트 (게리 마셜)
- 김태웅 - 거스
- 최옥희
- 정훈석
- 박선영
- 송준석
- 윤여진
- 은미
- 안용욱